# Чоботар австралійський
Чоботар австралійський (Recurvirostra novaehollandiae) — вид сивкоподібних птахів родини чоботарових (Recurvirostridae).

## Поширення
Ендемік Австралії. Ареал виду сильно роздроблений, трапляється переважно на півдні країни, зокрема в Південній Австралії, штатах Вікторія та Західна Австралія. Вид повністю відсутній на Північній території. Ізольована популяція є в Квінсленді, точніше на півострові Кейп-Йорк і в районі Кернса.

## Опис
Птах завдовжки 40-48 см та вагою 270—390 г. Голова та шия темно-коричневі. Краї крил та боки спини чорні. Решта тілі білого кольору. Дзьоб чорного кольору, довгий і тонкий, вигнутий на кінці догори. Ноги сіро-блакитні.

## Спосіб життя
Мешкає на солених озерах у внутрішніх регіонах країни та на узбережжі лиманів, прісних водойм, на болотах. Живиться ракоподібними, комахами, молюсками, хробаками тощо. Сезон розмноження триває з серпня по січень. Гніздиться невеликими колоніями або парами поблизу неглибоких водойм. Гнізда — це неглибокі ямки у землі, вистелені камінням, гілочками та травою. У кладці 3-5 яєць. Інкубація триває 23-25 днів.